# L'ispettore Tibbs
L'ispettore Tibbs (In the Heat of the Night) è una serie televisiva poliziesca statunitense basata sul film La calda notte dell'ispettore Tibbs diretto da Norman Jewison nel 1967. La serie è andata in onda per otto stagioni sul canale televisiva NBC poi spostata su CBS dal 1988 al 1995.
In Italia la serie è stata trasmessa per la prima volta nel 1991 da Rai 2 e replicata nel 2002 da LA7.

## Trama
Le vicende della serie ruotano attorno al capo della polizia William Gillespie, mentre il famoso Ispettore Tibbs compare fino alla 6ª stagione quando dopo essersi laureato avvocato lascia il posto al collega Forbes.

## Episodi
| Stagione         | Episodi | Prima TV Usa | Prima TV Italia |
| ---------------- | ------- | ------------ | --------------- |
| Prima stagione   | 8       | 1988         |                 |
| Seconda stagione | 22      | 1988-1989    |                 |
| Terza stagione   | 22      | 1989-1990    |                 |
| Quarta stagione  | 22      | 1990-1991    |                 |
| Quinta stagione  | 22      | 1991-1992    |                 |
| Sesta stagione   | 22      | 1992-1993    |                 |
| Settima stagione | 24      | 1993-1994    |                 |
| Ottava stagione  | 4       | 1994-1995    |                 |

Oltre ai 142 episodi suddivisi in 7 stagioni, tra il 1994 e il 1995 è andata in onda l'ottava stagione caratterizzata da quattro film per la TV.

## Curiosità
La serie, ambientata a Sparta, è stata in realtà girata a Covington in Georgia. Nella stessa città sono state riprese anche le prime puntate della serie Hazzard.